# Audi 920
La 920 è un'autovettura prodotta dall'Audi dal 1938 al 1940.

## Storia e caratteristiche
Per motivi di spazio, il modello è stato assemblato negli stabilimenti della Horch. Il suo motore era la versione accorciata di un otto cilindri in linea della Horch, mentre il telaio e gran parte della carrozzeria derivarono invece dalla Wanderer W23; infatti, i due marchi citati facevano parte, insieme all'Audi, del colosso tedesco dell'Auto Union. La 920 fu commercializzata per occupare, nella gamma della Auto Union, la nicchia di mercato compresa tra i grandi modelli Horch e le vetture medie della Wanderer.
Il modello montava un motore anteriore a sei cilindri in linea ed a quattro tempi, da 3.281 cm³ di cilindrata. La potenza erogata era di 75 CV a 3.000 giri al minuto. L'alesaggio e la corsa erano, rispettivamente, 87 mm e 92 mm. L'impianto elettrico era a 12 volt.

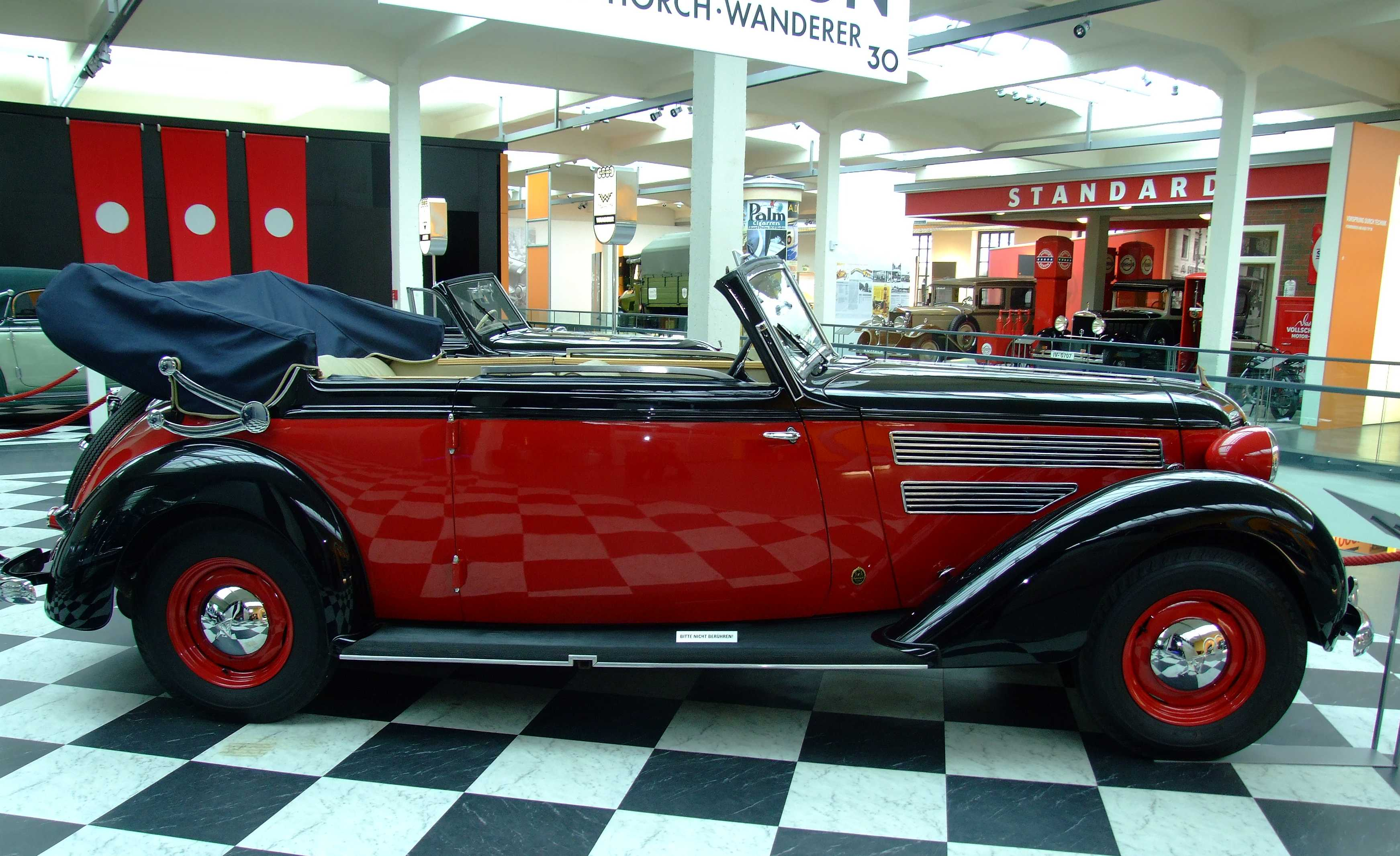
Una Audi 920 Cabriolet

Il cambio, con leva al centro del pavimento della vettura, era a quattro rapporti, mentre la trazione, a differenza del modello predecessore, era posteriore. Le sospensioni anteriori erano semi-indipendenti, mentre quelle posteriori erano a semiassi oscillanti. La carreggiata anteriore e posteriore erano, rispettivamente, 1.435 mm e 1.465 mm. Le carrozzerie disponibili erano limousine e cabriolet due porte.
La velocità massima raggiunta dal modello era di 130 km/h.
La produzione fu interrotta a causa dell'intensificarsi delle operazioni belliche della seconda guerra mondiale: fu questo nefasto evento a limitare stavolta la diffusione della 920, un modello che, a differenza dei precedenti con marchio Audi, stava cominciando a riscuotere maggiori consensi. In ogni caso, la 920 fu l'ultima Audi dell'anteguerra e l'ultima con tale marchio per cinque lustri. Per ritrovare il marchio Audi occorrerà infatti attendere fino al 1965, quando il marchio sassone (che in quell'occasione erediterà il logo dei quattro anelli che fu dell'Auto Union) passerà nelle mani della Volkswagen, cui appartiene ancor oggi.